# Aristènet (geògraf)
Aristènet (grec antic: Αρισταίνετος, llatí: Aristaenetus) va ser un escriptor grec autor d'una obra sobre Faselis el primer llibre del qual és esmentat per Esteve de Bizanci. També va escriure un llibre sobre Egipte i les coses interessants del Nil.